# Kirstine Meyer
Kirstine Meyer, född Bjerrum den 12 oktober 1861 i Skærbæk i Slesvig, död den 28 september 1941 i Köpenhamn, var en dansk fysiker och lärare.
Hon blev magister i fysik 1892 och blev därigenom, tillsammans med Hanna Adler, den första kvinnliga fysikern i Danmark. År 1909 blev hon filosofie doktor med en avhandling om temperaturbegreppets utveckling genom tiderna. År 1925 erhöll hon Tagea Brandts rejselegat for kvinder.
Meyer ägnade sig främst åt historisk fysik och lämnade betydande bidrag om Ole Rømers och Hans Christian Ørsteds historia: Adversaria (utgiven med Thyra Eibe, 1910) Ole Rømers Opdagelse af Lysets Tøven (1915) och en edition av Ørsteds naturvetenskapliga skrifter med biografiska tillägg (1920).

## Utmärkelser
- Tagea Brandts rejselegat for kvinder 1925
- Asteroiden 7559 Kirstinemeyer[6]